# Velocidade de Shenzhen

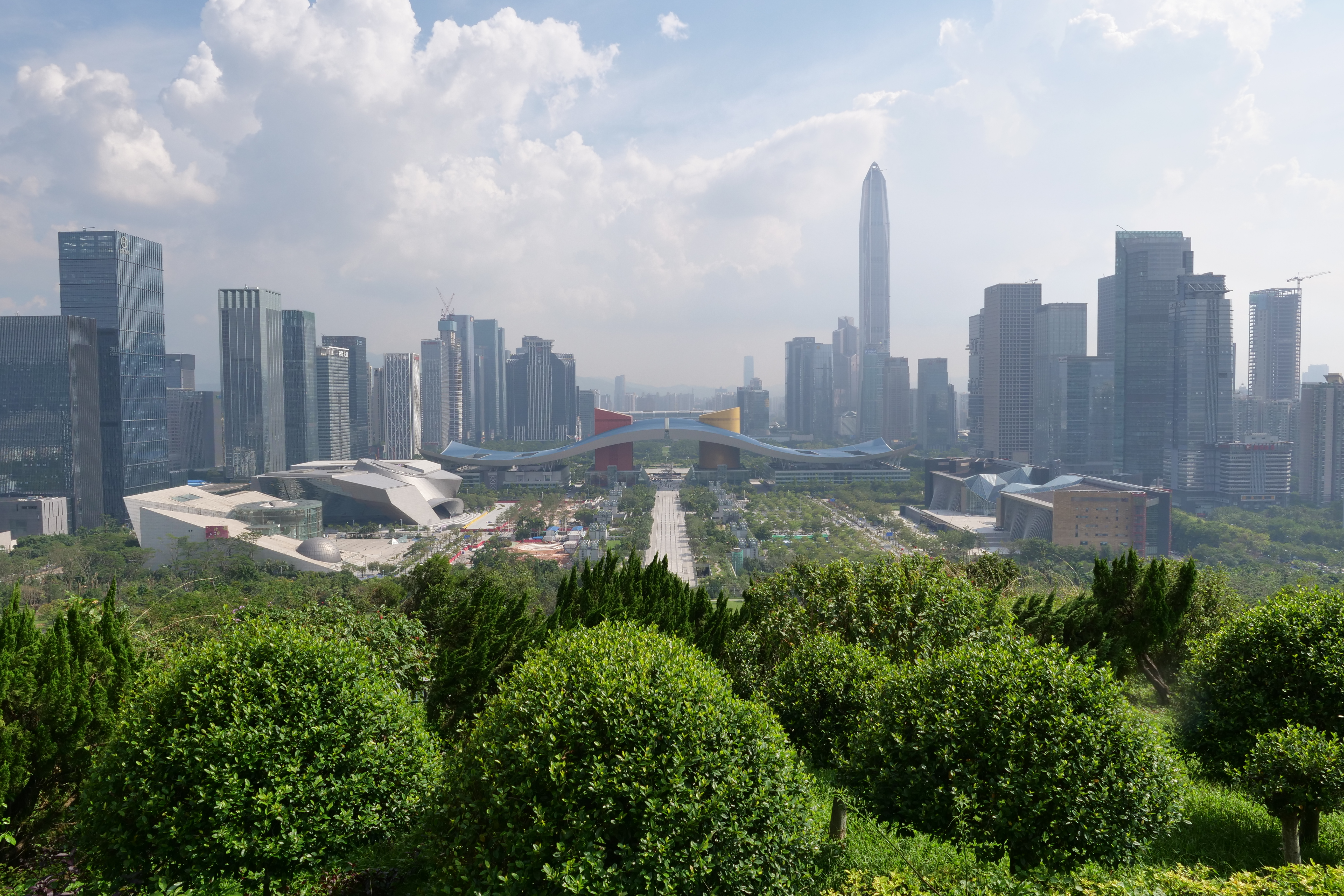
Centro Cívico de Shenzhen.

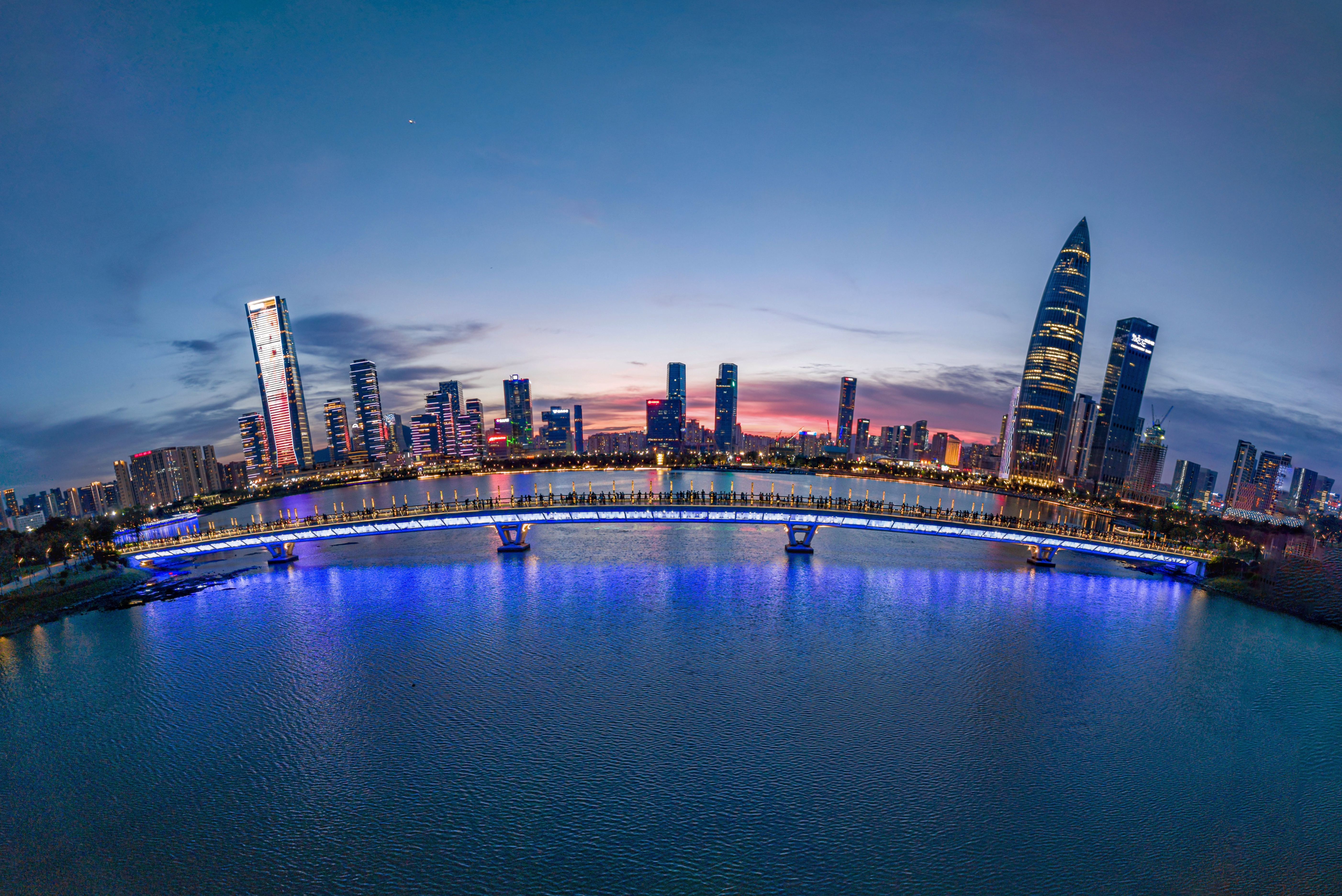
Visão noturna da Baía de Shenzhen.

A velocidade de Shenzhen (chinês: 深圳速度) foi um termo originalmente usado durante os estágios iniciais da reforma econômica chinesa para descrever a rápida construção do Prédio Guomao em Shenzhen, China. Sendo o edifício mais alto da China na época, o Prédio Guomao teve um progresso impressionante em sua construção, onde a conclusão de cada andar demorava apenas três dias. 
O termo tem sido usado para descrever o rápido crescimento de Shenzhen como uma das primeiras zonas econômicas especiais da China, denominada " Vale do Silício da China" e "Cidade Instantânea". Desde 1979, Shenzhen passou de uma pequena vila de pescadores para um dos centros tecnológicos mais importantes do mundo, com um dos mais altos níveis de renda per capita na China continental. Em 1984 e 1992, Deng Xiaoping, então líder supremo da China e "Arquiteto Chefe da Reforma e Abertura", fez viagens de inspeção a Shenzhen, dando apoio à "velocidade de Shenzhen" e o modelo de desenvolvimento das zonas econômicas especiais.